# Kanton Beauvoir-sur-Niort
Der Kanton Beauvoir-sur-Niort war bis 2015 ein französischer Wahlkreis im Arrondissement Niort, im Département Deux-Sèvres und in der Region Poitou-Charentes; sein Hauptort war Beauvoir-sur-Niort. Vertreter im Generalrat des Départements war zuletzt von 2001 bis 2015 Jean-Claude Aubineau (DVD).
Der Kanton war 146,00 km² groß und hatte 4514 Einwohner (Stand: 1999).

## Gemeinden
| Gemeinde                 | Einwohner Jahr | Fläche km² | Bevölkerungsdichte | Code INSEE | Postleitzahl |
| ------------------------ | -------------- | ---------- | ------------------ | ---------- | ------------ |
| Beauvoir-sur-Niort       | 1.766 (2013)   | –          | – Einw./km²        | 79031      | 79360        |
| Belleville               | 130 (2013)     | –          | – Einw./km²        | 79033      | 79360        |
| Boisserolles             | 60 (2013)      | –          | – Einw./km²        | 79039      | 79360        |
| La Foye-Monjault         | 789 (2013)     | –          | – Einw./km²        | 79127      | 79360        |
| Granzay-Gript            | 908 (2013)     | –          | – Einw./km²        | 79137      | 79360        |
| Marigny                  | 873 (2013)     | –          | – Einw./km²        | 79166      | 79360        |
| Prissé-la-Charrière      | 654 (2013)     | –          | – Einw./km²        | 79078      | 79360        |
| Saint-Étienne-la-Cigogne | 148 (2013)     | –          | – Einw./km²        | 79247      | 79360        |
| Thorigny-sur-le-Mignon   | 97 (2013)      | –          | – Einw./km²        | 79328      | 79360        |